# Lysandra glomerata
Lysandra glomerata är en fjärilsart som beskrevs av Tutt 1910. Lysandra glomerata ingår i släktet Lysandra och familjen juvelvingar. Inga underarter finns listade i Catalogue of Life.